# Nagroda Roku SARP
Nagroda Roku SARP – nagroda przyznawana przez Stowarzyszenie Architektów Polskich autorowi lub autorom za wybudowany na terytorium Rzeczypospolitej Polskiej i oddany do użytku w danym roku kalendarzowym obiekt lub zespół obiektów o znaczących wartościach architektonicznych. Uważana za najbardziej prestiżowe wyróżnienie architektoniczne przyznawane obiektom w Polsce. Projekty zgłaszane są przez architektów z lokalnych oddziałów stowarzyszenia, a decyzje o przyznaniu nagród podejmowane są przez juty wybierane co roku.
Nagroda została ustanowiona w 1983 roku. W zamyśle miała być co roku przyzywana w dniu 15 maja, w rocznicę utworzenia SARP-u.

## Laureaci
Lista laureatów Nagrody Roku SARP, uwzględniono także nagrody równorzędne:
| Rok  | Nagroda | Pracownia/Architekci                                                         | Zwycięski budynek | Zwycięski budynek                                                                                   | Lokalizacja          | Ref.   |
| ---- | --- | ---------------------------------------------------------------------------- | ----------------- | --------------------------------------------------------------------------------------------------- | -------------------- | ------ |
| 1983 | Grand Prix | Stanisław Niemczyk                                                           |                   | Zespół sakralny pod wezwaniem Ducha Świętego Nowe Tychy-Żwakowo                                     | Tychy                | [ 4 ]  |
| 1984 | Grand Prix | Jadwiga Grabowska-Hawrylak                                                   | –                 | Dom własny (dla dwóch rodzin) przy ul. Kochanowskiego 84 i 84a                                      | Wrocław              | [ 5 ]  |
| 1985 | Grand Prix | Jerzy Rak, Janusz Grzegorzak                                                 | –                 | Zespół oświatowy na Osiedlu ZWM w Opolu                                                             | Opole                | [ 6 ]  |
| 1986 | Grand Prix | Janusz Waligóra                                                              |                   | Budynek mieszkalny przy ul. 3 Maja 2                                                                | Czerwionka-Leszczyny | [ 7 ]  |
| 1993 | Grand Prix | Kuryłowicz & Associates                                                      |                   | Budynek biurowo-magazynowy Fuji Film Polska przy ul. Płowieckiej                                    | Warszawa             | [ 8 ]  |
| 1995 | Grand Prix | Marek Dunikowski, Artur Jasiński, Jarosław Kutniowski, Piotr Uherek          |                   | Centrum Handlowe Krakchemii                                                                         | Kraków               | [ 9 ]  |
| 1995 | Grand Prix | Marek Pakuła, Marzena Pakuła, Wojciech Kurzeja                               | –                 | Kryta pływalnia                                                                                     | Nowiny k. Kielc      | [ 9 ]  |
| 1996 | Grand Prix | Kuryłowicz & Associates                                                      |                   | Budynek Arcon Industrial Service Corporation                                                        | Warszawa             | [ 10 ] |
| 1998 | Grand Prix | Szaroszyk & Rycerski Architekci                                              | –                 | Budynek apartamentowo-biurowy przy ul. Podchorążych 83                                              | Warszawa             | [ 8 ]  |
| 1998 | Grand Prix | Jednacz Malanczowski Architekci                                              |                   | Siedziba Fundacji im. Stefana Batorego                                                              | Warszawa             | [ 8 ]  |
| 1999 | Grand Prix | Andrzej Kiciński                                                             |                   | Biurowiec Szara Willa                                                                               | Warszawa             | [ 8 ]  |
| 2000 | Grand Prix | Bulanda Mucha Architekci                                                     |                   | Siedziba BRE Banku                                                                                  | Bydgoszcz            | [ 11 ] |
| 2000 | Grand Prix | Marek Budzyński, Zbigniew Badowski                                           |                   | Kompleks Urbanistyczny Wymiaru Sprawiedliwości                                                      | Warszawa             | [ 8 ]  |
| 2002 | Grand Prix | Bulanda Mucha Architekci                                                     |                   | Stara Papiernia                                                                                     | Konstancin-Jeziorna  | [ 12 ] |
| 2002 | Nagroda równorzędna | Stefan Kuryłowicz, Paweł Grodzicki, Paweł Gumuła, Agnieszka Stefańska        | –                 | Zespół mieszkaniowy EKO-PARK Etap A4                                                                | Warszawa             | [ 12 ] |
| 2003 | Grand Prix | Sławomir Zieliński, Piotr Nawara, Agnieszka Szultk, nsMoonStudio             | –                 | Dom z Gontu                                                                                         | Kraków               | [ 13 ] |
| 2003 | Nagroda równorzędna w kategorii Mieszkalnictwo                                                                                 | Sławomir Zieliński, Piotr Nawara, Agnieszka Szultk, nsMoonStudio             | –                 | Dom z Gontu                                                                                         | Kraków               | [ 13 ] |
| 2003 | Nagroda równorzędna w kategorii Użyteczność Publiczna                                                                          | Romuald Loegler                                                              |                   | Rozbudowa i przebudowa siedziby firmy OPUS                                                          | Łódź                 | [ 13 ] |
| 2004 | Grand Prix | Stelmach i Partnerzy                                                         |                   | Budynek Centrum Hydroterapii                                                                        | Nałęczów             | [ 14 ] |
| 2004 | Nagroda SARP za najlepszy obiekt architektoniczny wzniesiony ze środków publicznych pod Honorowym Patronatem Premiera Rządu RP | Romuald Loegler                                                              |                   | Filharmonia Łódzka im. Artura Rubinsteina                                                           | Łódź                 | [ 14 ] |
| 2004 | Nagroda Specjalna | Andrzej Sołyga, Zdzisław Pidek, Marcin Roszczyk, DDJM Biuro Architektoniczne |                   | Założenie Pomnikowe na terenie byłego hitlerowskiego Obozu Zagłady w Bełżcu wraz z budynkiem Muzeum | Bełżec               | [ 14 ] |
| 2005 | Grand Prix | Krzysztof Ingarden, Aleksander Janicki, Ingarden & Ewý Architekci            |                   | Pawilon Polski na Expo 2005                                                                         | Aichi, Japonia       | [ 15 ] |
| 2005 | Nagroda SARP za najlepszy obiekt architektoniczny wzniesiony ze środków publicznych pod Honorowym Patronatem Premiera Rządu RP | Tomasz Konior                                                                |                   | Gimnazjum i Ośrodek Kultury                                                                         | Warszawa Białołęka   | [ 15 ] |
| 2005 | Nagroda Specjalna | Wojciech Obtułowicz                                                          |                   | Muzeum Powstania Warszawskiego                                                                      | Warszawa             | [ 15 ] |
| 2006 | Grand Prix | Goczołowie Architekci, OVO Grąbczewscy Architekci                            |                   | Pawilon Paleontologiczny                                                                            | Krasiejów            | [ 16 ] |
| 2007 | Grand Prix | Konior Studio                                                                |                   | Centrum Nauki i Edukacji Muzycznej „Symfonia”                                                       | Katowice             | [ 17 ] |
| 2008 | Grand Prix | db2 architekci                                                               | –                 | budynek Muzeum Wsi Opolskiej                                                                        | Opole                | [ 18 ] |
| 2009 | Grand Prix | Maćków Pracownia Projektowa                                                  |                   | Dom Handlowy Renoma                                                                                 | Wrocław              | [ 19 ] |
| 2010 | Grand Prix | Ryszard Jurkowski, AiR Jurkowscy Architekci                                  |                   | Osiedle Książęce                                                                                    | Katowice             | [ 20 ] |
| 2011 | Grand Prix | Palk Architekci                                                              | –                 | Centrum Geoedukacji                                                                                 | Kielce               | [ 21 ] |
| 2012 | Grand Prix | DDJM Biuro Architektoniczne                                                  |                   | Europejskie Centrum Muzyki Krzysztofa Pendereckiego                                                 | Lusławice            | [ 22 ] |
| 2012 | Nagroda specjalna | Ingarden & Ewý Architekci                                                    |                   | Małopolski Ogród Sztuki                                                                             | Kraków               | [ 22 ] |
| 2013 | Grand Prix | Lahdelma & Mahlamäki Architects, Kuryłowicz & Associates                     |                   | Muzeum Historii Żydów Polskich                                                                      | Warszawa             | [ 22 ] |
| 2014 | Grand Prix | IQ2 Konsorcjum (nsMoonStudio, Wizja)                                         |                   | Cricoteka                                                                                           | Kraków               | [ 23 ] |
| 2015 | Grand Prix | JEMS Architekci                                                              |                   | Międzynarodowe Centrum Kongresowe                                                                   | Katowice             | [ 24 ] |
| 2016 | Grand Prix | Stelmach i Partnerzy                                                         |                   | Centrum Spotkania Kultur                                                                            | Lublin               | [ 25 ] |
| 2017 | Grand Prix | BAAS Arquitectura, Grupa 5 Architekci, Biuro Projektowe Małeccy              |                   | Wydziału Radia i Telewizji im. Krzysztofa Kieślowskiego Uniwersytetu Śląskiego                      | Katowice             | [ 26 ] |
| 2019 | Grand Prix | Biuro Projektów Lewicki Łatak                                                |                   | Hala KS Cracovia 1906 z Centrum Sportu Niepełnosprawnych w Krakowie                                 | Kraków               | [ 27 ] |
| 2020 | Grand Prix | Biuro Projektów Lewicki Łatak                                                |                   | Modernizacja Muzeum Książąt Czartoryskich                                                           | Kraków               | [ 28 ] |
| 2021 | Grand Prix | JEMS Architekci                                                              |                   | Browary Warszawskie                                                                                 | Warszawa             | [ 29 ] |
| 2022 | Grand Prix | Biuro Projektów Lewicki Łatak                                                | –                 | Kładka pieszo-rowerowa                                                                              | Dobczyce             | [ 30 ] |
| 2022 | Grand Prix | SLAS architekci                                                              |                   | Rozbudowa Państwowej Szkoły Muzycznej I i II stopnia im. prof. Józefa Świdra                        | Jastrzębie-Zdrój     | [ 30 ] |
| 2023 | Grand Prix | Szlachcic Architekci                                                         |                   | Orientarium w Miejskim Ogrodzie Zoologiczny w Łodzi                                                 | Łódź                 | [ 3 ]  |
| 2024 | Grand Prix | PB/Studio, Studiomania, IPA ipreferanalog                                    |                   | Centrum Sąsiedzkie w Gdyni                                                                          | Gdynia               | [ 31 ] |